# Santuario della Madonna del Boden
Il Santuario della Madonna dei Miracoli più noto come Santuario del Boden, si trova nel comune di Ornavasso (Provincia del Verbano-Cusio-Ossola), a 475 metri di altitudine ed è un luogo di antica devozione religiosa popolare.
Le origini del Santuario si collocano nel periodo della Controriforma cattolica, che nelle zone italiane alpine è più sentita essendosi qui più affermata l'influenza del pensiero di Giovanni Calvino e Huldrych Zwingli, in particolare gli aspetti della persecuzione delle immagini sacre e delle diverse forme di devozione.
Nell'attuale provincia del Verbano-Cusio-Ossola, nel periodo citato sono testimoniati eventi miracolosi relativi a statue, cappelle e dipinti, con aumento del culto nelle popolazioni. Ornavasso era collegato agli alpeggi da un sentiero lungo il quale, in una zona denominata "Boden" ("pianoro" in dialetto walser), si trovava una cappelletta in cui era dipinta una Madonna con bambino, e dove fu successivamente collocata una statuetta lignea della Madonna Incoronata. La devozione verso la Madonna della cappelletta era particolarmente sentita dai pastori.

## Storia

### Il racconto tradizionale
Secondo la tradizione, il 7 settembre 1528 la pastorella Maria Della Torre, che si occupava del bestiame affidatole nel bosco sopra il Boden, si addormentò, probabilmente per la stanchezza. Svegliatasi a notte inoltrata e constatando la sparizione del bestiame, preoccupata anche per l'oscurità e la solitudine invocò la Madonna. Secondo il racconto, improvvisamente si sentì mancare la terra sotto i piedi e precipitò da un'alta rupe, ma una luce vivissima la sostenne, consentendole di giungere in fondo al precipizio illesa e di ritrovare anche il bestiame presso l'antica cappelletta del Boden. Ringraziò la Vergine per averla salvata e la pregò di aiutarla a ritrovare la strada di casa. Qui le donne, che la stavano cercando, si stupirono di vederla arrivare circonfusa di luce. Anche se non ci sono riscontri storici sulla veridicità del fatto miracoloso, la successiva costruzione di una chiesetta dedicata alla Natività di Maria può essere fatta risalire al periodo di maggior diffusione della narrazione stessa.

### L'edificio

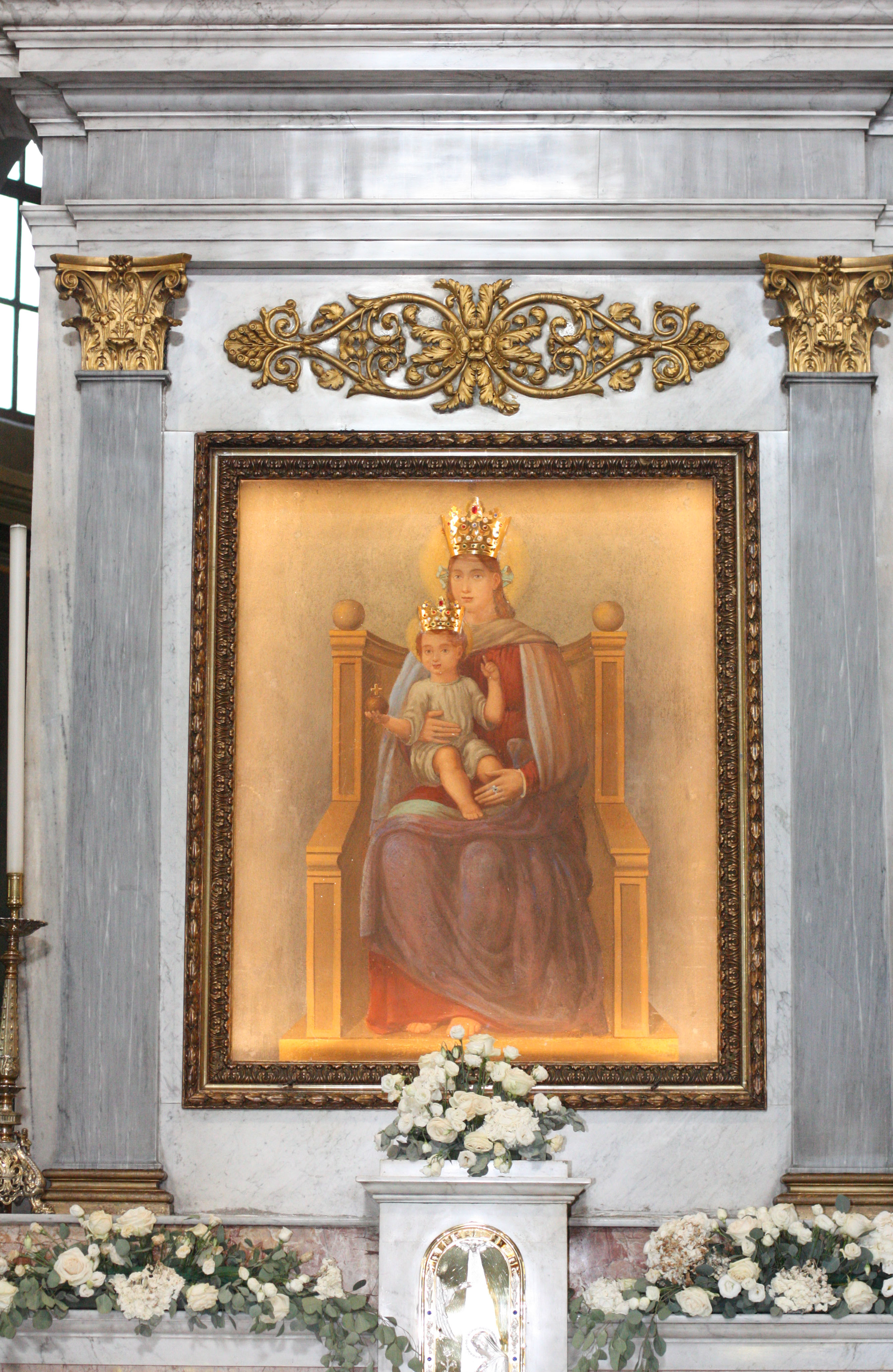
Ritratto della Madonna sull'altare

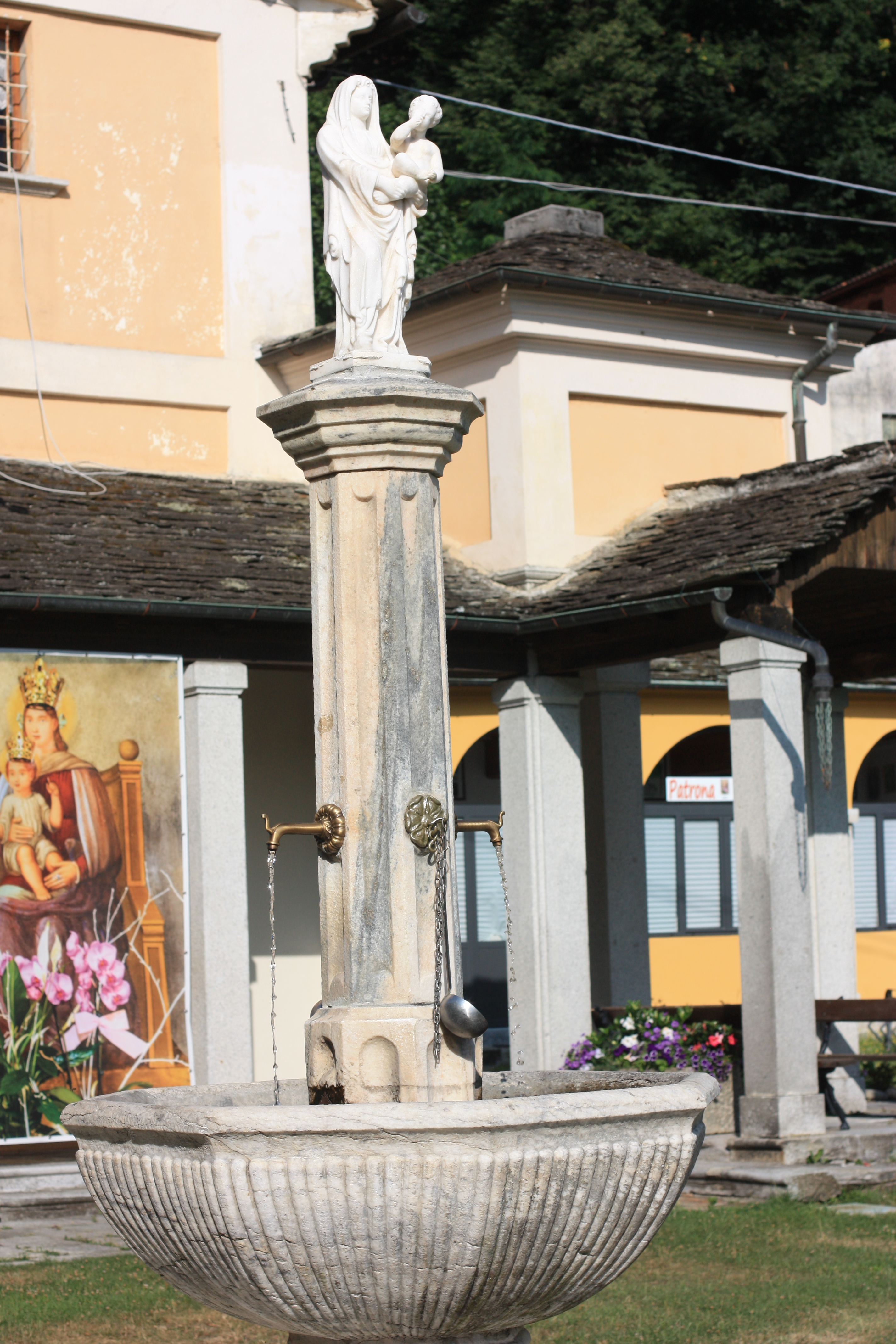
La fontana prospiciente la chiesa

Nel corso dei secoli la chiesa è rimasta un luogo di forte devozione mariana ed è stata sottoposta a numerosi rifacimenti.
Nel 1530 al posto della preesistente cappelletta del Boden fu costruita una chiesa di 14 × 8 m contenente l'immagine della Madonna. l 24 agosto dello stesso anno, in occasione della solennità di San Bartolomeo, vi venne celebrata per la prima volta la messa, su autorizzazione del vescovo di Novara Giovannangelo Arcimboldi.
Nel 1672 sulla nuova strada del Boden iniziò l'edificazione delle cappelle della Via Crucis. A metà del pendio fu costruita una cappella dedicata alla Beata Vergine dei dolori. Nel periodo successivo l'interno della chiesa fu adornato con numerosi dipinti che narrano le fasi della vita della Madonna.
Nel 1761 l'edificio viene ampliato per accomodare il numero di pellegrini in aumento, aggiungendo un coro a ovest e una sacrestia a sud. Ai lati dell'altare maggiore furono giustapposte due cappelle, dedicate rispettivamente a san Giulio prete e a san Bartolomeo apostolo. Il parroco di Ornavasso don Bernardo Bonzani di Re, prevedette anche l'inserzione di una casa per il custode del Santuario, ma si ammall gravemente prima di poter ottenere i necessari permessi dal vescovo di Novara, Marco Aurelio Balbis Bertone. Avvisato dai tesorieri del santuario, il Vescovo incaricò degli accertamenti il prevosto di Mergozzo, che rimane colpito in modo particolarmente favorevole dal fervore con cui la popolazione seguì l'ampliamento della chiesa.
I lavori di ampliamento furono completati nel 1763 e in quest'occasione venne creato anche atrio alla porta maggiore. Negli anni successivi (dal 1763 al 1771) si procede alla costruzione delle cappelle laterali in marmo nero, poi sostituito con marmi più preziosi.
Dal 1785 al 1821 furono progressivamente sostituiti i quadri esistenti con quadri di più pregevole fattura. La cappella di san Bartolomeo viene dedicata a san Fermo Martire e la chiesa fu dotata di un organo realizzato da Giaconto Cornetta di Gozzano.
Nel 1825, in vista del terzo centenario della chiesa, fu intrapresa una nuova campagna di ristrutturazione. Il progetto predisposto dall'allora parroco di Ornavasso prevedeva la trasformazione della chiesa precedente in un edificio a tre navate i cui le cappelle laterali venivano portate di fronte alla porta di ingresso. Il progetto prevedeva anche la creazione di un piano superiore con stanze destinate ad accogliere i pellegrini in visita al Santuario il cui numero non aveva nei secoli cessato di crescere. Le offerte dei fedeli furono così generose che fu possibile ultimare i lavori in soli 3 anni e il nuovo assetto fu inaugurato l'8 settembre 1828, in occasione della festa della Natività della Beata Vergine Maria.
Nel 1863 fu alzata la volta del coro. Nel 1892 l'ingegnere Luigi Tazzini, agente della Veneranda Fabbrica del Duomo di Milano e direttore delle cave di Candoglia redisse gratuitamente un progetto di strada carrozzabile per raggiungere il santuario, che fu realizzato nel 1896.
Nel 1899 il fabbriciere Ronchi Giuseppe Antonio dota della fontana ancora oggi visibile e funzionante la piazzetta antistante la chiesa.
Al 1931 risale l'ultimaa campagna di lavori che porta il santuario ad assumere l'attuale configurazione. In realtà negli anni precedenti erano stati prediposti diversi progetti di ampliamento che non avevano poi trovato attuazione a causa dei costi elevati. Da ultima viene presentata una triade di progetti di allungamento dell'edificio dall'architetto della scuola "Beato Angelico" di Milano che si caratterizzavano per portare l'edificio ad assumere forma rispettivamente rettangolare, esagonale e circolare. Venne scelto il progetto circolare, ritenuto pù economico e furono avviati i lavori.
Nel 1933 fu messo in opera, su disegno della scuola "Beato Angelico" di Milano, l'armadio della sacrestia e furono completate le balaustre degli altari laterali dedicati a san Giulio e san Fermo.
Del 1952 è la costruzione del cupolino su disegno dell'ingegnere Edoardo de Medici. Dal 1953 al 1956 si ha una campagna di decorazione di Ernesto Bergagna della scuola "Beato Angelico" di Milano ispirata ai principali episodi della vita di Maria. Nel 1958 il pittore novarese Cesare Mussiri rifà le cappelle della Via Crucis, restaurate a fine Novecento. La via dei Pellegrini tra Ornavasso e il Boden fu dotata con finanziamenti dell'UE di un impianto di illuminazione che garantisce la possibilità di effettuare il percorso in notturna in occasione di particolari festività.
Nel 1975 iniziarono i lavori di asfaltatura e allargamento della carrozzabile, ormai insufficiente al flusso di visitatori e si ampliò il piazzale in modo da favorire il parcheggio. Nel 1994 il Gruppo Alpini di Ornavasso eseguì lavori di sistemazione del piazzale compresa la posa di panchine in pietra locale e l'illuminazione.
In due sale adiacenti all'abitazione del custode sono raccolti gli ex voto (1147 di cui il 40% anteriori al Novecento) in precedenza appesi sulle pareti della chiesa